# 但馬信用金庫
但馬信用金庫（たじましんようきんこ）は、兵庫県豊岡市に本店を置く信用金庫。統一金融機関コードは1692。営業エリアは、兵庫県但馬地区ならびに播磨地区の一部、京都府京丹後市、福知山市地域。経営ビジョンは、「原点回帰 新たな飛躍を目指して～共に生きるこの街を元気に～」、愛称・略称は「たんしん」。

## 沿革
- 1924年（大正13年）8月 - 有限責任信用組合豊岡同栄社として設立。
- 1925年（大正14年）1月 - 有限責任豊岡信用組合に改称。
- 1949年（昭和24年）7月 - 市街地信用組合法に基づき、豊岡信用組合に改組。
- 1950年（昭和25年）4月 - 中小企業等協同組合法に基づき、改組。
- 1951年（昭和26年）10月 - 信用金庫法に基づき、「但馬信用金庫」となる。
- 1954年（昭和29年）7月 - 南但信用金庫と合併。
- 1957年（昭和32年）6月 - 出石信用金庫と合併。
- 1986年（昭和61年）10月 - 八鹿信用金庫と合併。
- 2004年 (平成16年) 10月 - 台風23号により、豊岡東支店など4つの支店と1つの出張所、ATM22か所が被害を受け、営業業務を停止。
- 2005年 (平成17年) 3月 -商工組合中央金庫および中小企業金融公庫と業務提携を締結。
  - 11月 - 農林漁業金融公庫と業務提携を締結。
- 2012年 (平成24年) 5月 - 信金大阪共同事務センター事業組合に加盟。加盟と同時に新オンラインシステムの稼働を開始。
- 2013年(平成25年) 9月 - 京都府福知山市に福知山支店開設。
- 2021年 (令和3年) 9月6日 - この日から磁気の影響を受けにくい新しい通帳（Hi-Co通帳）を取扱開始した(Hi-Co通帳に対応していない信用金庫ATMではHi-Co通帳は使えない。)[1]。

## 備考
公益財団法人たんしん地域振興基金を設立し、地域内の活動への助成事業や講演会、経営者セミナーなどの事業を行っている。インターネット上では但馬の特色について紹介するサイト「但馬の百科事典」を制作運営している。